# 四維加速度
在相對論中，四維加速度是牛頓力學中三維加速度的對應推廣，其為一個四維向量。四維加速度應用於反質子湮滅反應、奇異粒子共振、加速電荷的輻射現象等研究領域中。

## 慣性座標系中的四維加速度
在狹義相對論的慣性座標系中，四維加速度{\displaystyle \mathbf {A} }定義為四維速度{\displaystyle \mathbf {U} }對一移動物體之原時{\displaystyle \tau }的微分，也就是說
{\displaystyle \mathbf {A} ={\frac {d\mathbf {U} }{d\tau }}=\left(\gamma _{u}{\dot {\gamma }}_{u}c,\gamma _{u}^{2}\mathbf {a} +\gamma _{u}{\dot {\gamma }}_{u}\mathbf {u} \right)=\left(\gamma _{u}^{4}{\frac {\mathbf {a} \cdot \mathbf {u} }{c}},\gamma _{u}^{2}\mathbf {a} +\gamma _{u}^{4}{\frac {\left(\mathbf {a} \cdot \mathbf {u} \right)}{c^{2}}}\mathbf {u} \right)=\left(\gamma _{u}^{4}{\frac {\mathbf {a} \cdot \mathbf {u} }{c}},\gamma _{u}^{4}\left(\mathbf {a} +{\frac {\mathbf {u} \times \left(\mathbf {u} \times \mathbf {a} \right)}{c^{2}}}\right)\right)},
其中
{\displaystyle \mathbf {a} ={d\mathbf {u}  \over dt}} ，應用到三維加速度{\displaystyle \mathbf {a} }與三維速度{\displaystyle \mathbf {u} }；
以及
{\displaystyle {\dot {\gamma }}_{u}={\frac {\mathbf {a\cdot u} }{c^{2}}}\gamma _{u}^{3}={\frac {\mathbf {a\cdot u} }{c^{2}}}{\frac {1}{\left(1-{\frac {u^{2}}{c^{2}}}\right)^{3/2}}}}
應用到速度{\displaystyle u}（{\displaystyle |\mathbf {u} |=u}）下的勞侖茲因子{\displaystyle \gamma _{u}}。變數上方的點代表對本參考系座標時間{\displaystyle t}的微分，而非對物體原時{\displaystyle \tau }的微分。也就是說{\displaystyle {\dot {\gamma }}_{u}={d\gamma _{u} \over dt}})。
在與該物體瞬時共同移動的慣性座標系中{\displaystyle \mathbf {u} =0}, {\displaystyle \gamma _{u}=1}以及{\displaystyle {\dot {\gamma }}_{u}=0}。亦即在這樣的參考系中，
{\displaystyle \mathbf {A} =\left(0,\mathbf {a} \right)}。
幾何學上來看，四維加速度是移動物體世界線的曲率向量。
因此四維向量的大小（乃一純量）等同於物體沿世界線移動所「感受」到的固有加速度。
一物體的四維速度與四維加速度的內積（純量積）總是為0。
四維加速度與四維力之間有著簡單的關係式：
{\displaystyle F^{\mu }=mA^{\mu },}
其中m是物體的不變質量。
當四維力為零，則僅只重力現象影響物體的軌跡，與牛頓第二運動定律相應的四維向量版本簡化為測地線方程式。依測地線移動的物體，其四維加速度為零；這表示重力其實不是一種力，而是受到扭曲的時空幾何。相應地，在牛頓力學，重力被當作一種力，其作用以三維加速度處理。

## 非慣性座標系中的四維加速度
非慣性座標系，包括了狹義相對論中的加速座標系以及廣義相對論中的任意座標系。在這樣的座標系情況下，四維加速度為四維速度對原時的絕對導數：
{\displaystyle A^{\lambda }:={\frac {DU^{\lambda }}{d\tau }}={\frac {dU^{\lambda }}{d\tau }}+\Gamma ^{\lambda }{}_{\mu \nu }U^{\mu }U^{\nu }}
慣性座標系中，克里斯多福符號{\displaystyle \Gamma ^{\lambda }{}_{\mu \nu }}皆為零，所以此式還原成上一節的式子。
值得注意的是：克里斯多福符號是在採用直角座標的慣性系中為零。若選用彎曲座標系以描述加速運動，則克里斯多福符號不全為零。